# Adrian Billhardt
Adrian Billhardt (* 17. Oktober 1997 in Berlin) ist ein deutscher Fußballspieler.

## Karriere
Der in Berlin geborene Billhardt spielte in der Jugend bis 2012 beim BFC Dynamo und wechselte danach in die Jugend des 1. FC Union Berlin. Nach der U19 verließ er Union wieder und ging zurück zum BFC, für welchen er nun in der Regionalliga Nordost über den Verlauf der Saison 2016/17 auflief. 
Im Sommer 2017 wechselte er in die USA, wo er nun während seines Studiums bei der College-Mannschaft SF Bulls aktiv war. In der USL League Two sammelte er im Sommer 2019 Erfahrungen beim Tormenta FC 2. Nach seinem Studium unterschrieb er hier zum Saisonbeginn 2021 bei der Erstvertretung in der USL League One. Nach zwei Spielzeiten unterschrieb er zur Saison 2023 einen Vertrag beim USLC-Franchise Detroit City FC.